# 何影
何影（1977年4月17日—），中國射箭運動員，籍貫為吉林四平。

## 生涯
何影在14歲時四平市軍體校開始接受射箭的訓練，其教練為田文蘭。兩年後入選吉林隊，當時何影的教練是王建新。後來1年後，王建新帶領何影快速入選國家隊，並一直成為她的教練。
在國家隊的首年，何影在七運會中的個人項目得到一面銅牌，其後1年在廣島所舉辦的亞運會中在團體賽中贏得金牌。於1996年，何影在阿特蘭大奧運中的女子團體賽中為中國摘下了一面銀牌。
兩年後，何影在1998年的亞運會中在團體賽得銀牌。1999年，世界錦標賽團體中與冠軍無緣，只拿下亞軍。兩年後，在世錦賽的女子團體賽奪得冠軍。
2001年，在九運會贏得金牌，1年後在全國冠軍賽中的個人賽奪冠。2003年，何影在亞洲錦標賽團體賽成為亞軍得主。到了2004年，何影與张娟娟及林桑在雅典奧運的女子團體賽中與金牌擦身而過，只能得到一面銀牌。而在個人賽上，何影因為不明白裁判的英語口令，最終連續兩箭被判爲0環，在四強出局。及後一年，何影在十運會個人賽事中以108:101擊敗了遼寧隊選手，獲得一面銅牌。
另外，何影曾經參加過五屆全運會、三屆奧運，可說是元老之一。